# Nógrád (comune)
Nógrád è un comune dell'Ungheria di 1.582 abitanti (dati 2001). È situato nella contea di Nógrád.